# Оливър Стоун
Уилям Оливър Стоун (на английски: William Oliver Stone) е американски режисьор, сценарист и продуцент, носител на награди „Еми“ и БАФТА, три награди „Оскар“ и пет награди „Златен глобус“, номиниран е за награда „Грами“. От 1996 г. има звезда на Холивудската алея на славата. Известни филми, режисирани от него, са „Взвод“, „Роден на четвърти юли“, „Дъ Дорс“, „Убийци по рождение“, „Обратен завой“, „Александър“ и други.

## Биография
Оливър Стоун е роден на 15 септември 1946 г. в Ню Йорк, САЩ, в семейството на Жаклин и Луис Стоун. Баща му е успешен борсов агент.
Родителите му се срещат през Втората световна Война във Франция, където баща му се бие като участник в съюзническите сили. Роденият в Америка баща е евреин, а френската му майка е католичка, но и двамата не са практикуващи своята религия. Стоун е отгледан в средата на американската епископална църква, но впоследствие среща и практикува будизма
Президентът на България Георги Първанов се среща и разговаря с Оливър Стоун в София на 29 април 2005 г.

## Филмография

### Режисьор

#### Игрални филми
| година | филм                            | оригинално заглавие             | бележки |
| ------ | ------------------------------- | ------------------------------- | ------- |
| 1974   | Залавяне                        | Seizure                         |         |
| 1981   | Ръката                          | The Hand                        |         |
| 1986   | Салвадор                        | Salvador                        |         |
| 1986   | Взвод                           | Platoon                         |         |
| 1987   | Уолстрийт                       | Wall Street                     |         |
| 1988   | Радиошоу                        | Talk Radio                      |         |
| 1989   | Роден на четвърти юли           | Born on the Fourth of July      |         |
| 1991   | Дъ Дорс                         | The Doors                       |         |
| 1991   | Джей Еф Кей                     | JFK                             |         |
| 1993   | Между небето и земята           | Heaven & Earth                  |         |
| 1994   | Убийци по рождение              | Natural Born Killers            |         |
| 1995   | Никсън                          | Nixon                           |         |
| 1997   | Обратен завой                   | U Turn                          |         |
| 1999   | Всяка една неделя               | Any Given Sunday                |         |
| 2004   | Александър                      | Alexander                       |         |
| 2006   | Световеният търговски център    | World Trade Center              |         |
| 2008   | W.                              | W.                              |         |
| 2010   | Уолстрийт:Парите никога не спят | Wall Street: Money Never Sleeps |         |
| 2012   | Диваци                          | Savages                         |         |
| 2016   | Сноудън                         | Snowden                         |         |

#### Документални филми
| година | филм                         | оригинално заглавие                     | бележки |
| ------ | ---------------------------- | --------------------------------------- | ------- |
| 2003   | Персона нон грата            | Persona Non Grata                       |         |
| 2003   | Коменданте                   | Comandante                              |         |
| 2009   | На юг от границата           | South of the Border                     |         |
| 2012   | Неразказаната история на САЩ | The Untold History of the United States |         |
| 2016   | Горящата Украйна             | Ukraine on Fire                         |         |
| 2017   | Интервю с Путин              | The Putin Interviews                    |         |
| 2019   | Борбата за Украйна           | Revealing Ukraine                       |         |

#### Сценарист
| година | филм              | оригинално заглавие | бележки              |
| ------ | ----------------- | ------------------- | -------------------- |
| 1978   | Среднощен експрес | Midnight Express    | режисьор Алън Паркър |
| 1996   | Евита             | South of the Border | режисьор Алън Паркър |